# Mo-Do
Фабио Фриттелли (итал. Fabio Frittelli, более известный как Mo-Do; 24 июля 1966, Монфальконе — 6 февраля 2013, Удине) — итальянский певец, музыкант и диджей.

## Биография
Мать Фриттелли родилась в Австрии, по профессии — учительница, отец — итальянец, работавший переводчиком. Бабушка Фабио была немкой и именно она научила его немецкому языку. Свои первые шаги в музыкальной индустрии Фабио начал с хард-роковой команды Blue The King, а затем являлся бас-гитаристом малоизвестной группы Validi Alibi. Помимо музыкальной деятельности Mo-Do работал моделью для таких брендов как Dolce & Gabbana, Armani и Kenzo.
В 1993 году Фабио встретился с продюсером Клаудио Зеннаро (итал. Claudio Zennaro), в результате чего появился новый проект Mo-Do. Название является акронимом от «Monfalcone» — родного города исполнителя и «Domenica» — Фабио родился в воскресенье.
Первый же сингл «Eins, Zwei, Polizei», написанный при соучастии Einstein Dr Deejay (настоящее имя — Фульвио Зафрет), занял высшую позицию в итальянском музыкальном чарте, а спустя месяц повторил этот успех в чартах многих других стран Европы. В основу этой композиции положены две немецкие песни: «Der Komissar» (Falco) и «Da Da Da» (Trio). Музыкальная студия располагалась в городе Удине, Италия. Фриттелли свободно владел итальянским, немецким, английским, а также немного — французским языком.
Вслед за дебютным синглом в 1995 году появляются ещё два мощных танцевальных трека: «Super Gut» и «Gema Tanzen». В том же году выходит дебютный альбом «Was Ist Das?».
В 1996 году Фабио участвовал в создании альбома 24 Monkeys — Monkey Chop.
Недалеко от своего родного города Монфальконе он открыл клуб «Mr. Charlie», где был соучредителем.

### Смерть
6 февраля 2013 года Фабио Фриттелли был найден без признаков жизни в своём доме в Удине. Тело Фрителли обнаружила полиция, которую вызвал его друг: он несколько дней не мог связаться с Фабио и забеспокоился. На момент смерти ему было 46 лет. Причина смерти — суицид.
По одной из версий причиной самоубийства стала прогрессировавшая раковая опухоль. 9 февраля 2013 года состоялась церемония прощания. Его похоронили на местном кладбище в Италии (могила не обнаружена[кем?]).

## Награды
- 1994 — Золотой диск в Германии и Австрии за сингл Eins, zwei, Polizei[5]

## Дискография

### Альбомы
- Was Ist Das? (1995)

### Синглы
- 1994 — Eins, zwei, polizei
- 1994 — Super gut
- 1994 — Super gut (Remix)
- 1995 — Gema tanzen
- 1995 — Eins, zwei, polizei (Remix)
- 1996 — Sex bump twist
- 1999 — Eins, zwei, polizei (Remix '99)
- 1999 — Eins, zwei, polizei — 1999 remixes (Scandinavian edition)
- 1999 — Eins, zwei, polizei (Remixes)
- 2000 — Eins, zwei, polizei 2000
- 2000 — Superdisco (Cyberdisco) (Rmx)
- 2000 — Superdisco (Cyberdisco)
- 2008 — Eins, zwei, polizei (Promo vinyl)
- 2008 — Eins, zwei, polizei — Retail (feat. Bangbros)

## Видеография
- «Eins zwei Polizei»
- «Super Gut»
- «Gema tanzen»
- «Sex Bump Twist»